# Helmuth Johannsen
Helmuth Johannsen (Amburgo, 27 febbraio 1920 – Amburgo, 3 novembre 1998) è stato un allenatore di calcio tedesco.

## Biografia
Divenuto manager in giovane età dopo aver rinunciato alla carriera calcistica nella squadra cittadina del St. Pauli, guida diverse formazioni, vincendo a sorpresa il campionato tedesco 1967 alla guida dell'Eintracht Braunschweig. Nella stagione successiva partecipa alla Coppa Campioni spingendosi fino ai quarti di finale, dove esce allo spareggio con la Juventus dopo averla anche sconfitta in casa per tre reti a due.
Nel 1976 si trasferisce in Svizzera, sulla panchina del Grasshoppers. Vince un campionato nel 1978 e ottiene notevoli risultati in campo europeo – arriva in semifinale di Coppa UEFA nel 1978 e ai quarti della Coppa Campioni l'anno dopo – prendendo in seguito le redini di Bochum (Germania) e San Gallo: tornato nel calcio svizzero, nel 1984 gli è riconosciuto il merito di aver conseguito prestazioni di rilievo venendo premiato come tecnico dell'anno. Alla sua guida, il club raggiunge la finale di Coppa di Lega 1982 (persa con l'Aarau nel doppio confronto) e il terzo posto nel campionato nazionale 1983.

## Palmarès

### Club
- Campionato tedesco: 1

Eintracht Braunschweig: 1966-1967
- Campionato svizzero: 1

Grasshoppers: 1977-1978

### Individuale
- Allenatore svizzero dell'anno: 1

1984 (a pari merito con Jean-Claude Donzé)